# شهید هاشمی‌نژاد
شهید هاشمی‌نژاد روستایی در دهستان طوس بخش مرکزی شهرستان مشهد استان خراسان رضوی ایران است.

## جمعیت
بر پایه سرشماری عمومی نفوس و مسکن در سال ۱۳۹۵ جمعیت این روستا ۲٬۶۹۲ نفر (۷۳۳خانوار) بوده‌است.